# Orthiopteris trichophylla
Orthiopteris trichophylla là một loài dương xỉ trong họ Saccolomataceae. Loài này được Copel. mô tả khoa học đầu tiên năm 1942.
Danh pháp khoa học của loài này chưa được làm sáng tỏ. 